# Liste der Fornminnen in Ådals-Liden

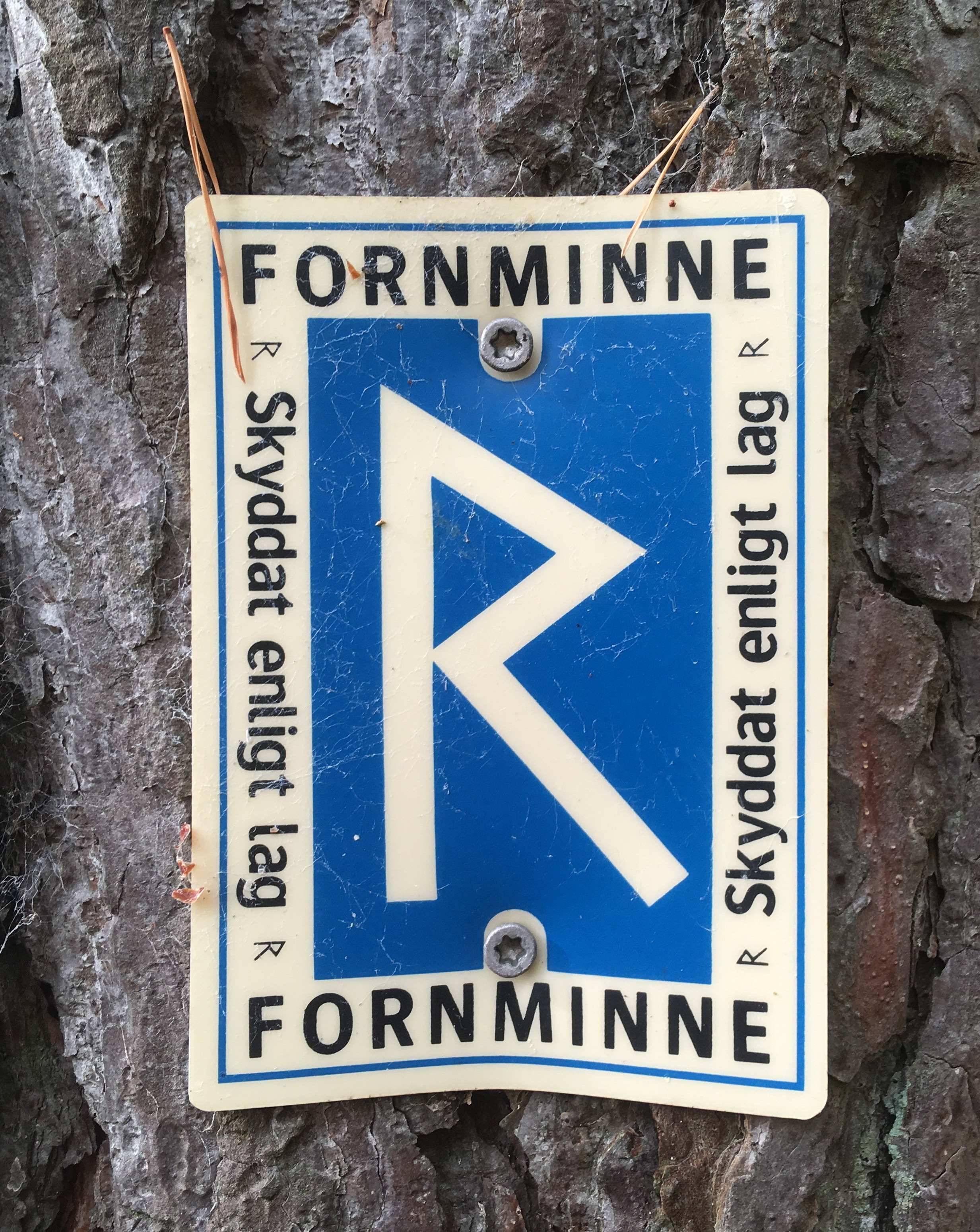
Zeichen für „Fornminnen“ in Schweden

Diese Liste der Fornminnen in Ådals-Liden zeigt die „Alten/antiken Denkmale“ (schwedisch fornminnen) im ehemaligen Socken Ådals-Liden in der heutigen Gemeinde Sollefteå der schwedischen Provinz Västernorrlands län, sie ist eine Teilliste der „Liste der Fornminnen in Västernorrland“. Die Aufteilung basiert auf der historischen Zuordnung der Gebiete in Socken (siehe auch) und der Einteilung des Zentralamts für Denkmalpflege Riksantikvarieämbetet (RAÄ). Es werden die Fornminnen aufgeführt, die auf dem Suchdienst „Fornsök“ registriert sind, welcher weitere Informationen zu den bekannten kulturhistorischen Überresten in Schweden enthält.

## Begriffserklärung
Fornminnen (schwedisch für alte/antike Denkmale oder archäologische Funde) sind in Schweden alte Objekte und archäologische Funde (Fornlämningar), welche die Überreste menschlicher Aktivitäten in der Vergangenheit bezeichnen, die durch frühere Nutzung entstanden sind und dauerhaft aufgegeben wurden. Dabei gilt für Fornminnen, die vor 1850 entstanden sind, dass sie automatisch durch das Gesetz geschützt sind. Aber auch jüngere Überreste können zu Bodendenkmalen erklärt werden, wenn sie sich an ihrem ursprünglichen Standort befinden und weitgehend erdgebunden sind. Als Fornminnen zählen u. a. Siedlungen und Siedlungsreste aus prähistorischer Zeit, Gräber und Grabstätten, Burgruinen, Ruinen von Klöstern, Kirchen und Schlössern, Steine und Felsen mit Inschriften und Bildern (z. B. Runensteine und Petroglyphen), insofern sie nicht schon als Einzeldenkmal unter Byggnadsminnen (schwedisch für Baudenkmale) oder kyrkliga Kulturminnen (schwedisch für kirchliches Kulturgut) ausgewiesen sind.

## Legende
| ID           | = | ID.Nr. des Denkmalregisters (Fornsök) im schwedische Amt für nationales Kulturerbe (Riksantikvarieämbetet (RAÄ)) |
| Lage         | = | Koordinatenangabe des Standorts                                                                                  |
| Bezeichnung  | = | Bezeichnung des Denkmalobjekts (auch RAÄ-Nr.)                                                                    |
| Beschreibung | = | Name (Denkmaltyp/Dokumentenverweis im Arkivsök) sowie eine kurze Beschreibung des Objekts                        |
| Bild         | = | Bild des Objekts sowie Verweis auf weitere Bilder                                                                |

## Liste Fornminnen Ådals-Liden
| ID             | Lage    | Bezeichnung (RAÄ-Nr.) | Beschreibung | Bild           |
| -------------- | ------- | --------------------- | --- | -------------- |
| 10251200140001 | (Karte) | Ådals-Liden 14:1      | Ådals-Liden 14:1 (Steinsetzung / L1935:5984) Beschreibung ergänzen | Weitere Bilder |
| 10251200140002 | (Karte) | Ådals-Liden 14:2      | Ådals-Liden 14:2 (Steinhügelgrab / L1935:5982) Beschreibung ergänzen | Weitere Bilder |
| 10251200140003 | (Karte) | Ådals-Liden 14:3      | Ådals-Liden 14:3 (Steinhügelgrab / L1935:5983) Beschreibung ergänzen | Weitere Bilder |
| 10251200180001 | (Karte) | Ådals-Liden 18:1      | Ådals-Liden 18:1 (Friedhof / L1935:5865) alter Friedhofsteil des Friedhofs der ehemaligen Gemeinde Ådals-Liden (heute im Nordwesten von Näsåker eingemeindet), Areal von 31 x 31 m mit einigen Fundamenten und Resten der Steinmauern, hier befindet sich die Ruine der alten Kirche von Ådals-Liden Ådals-Liden 18:2 (L1935:6032) | Weitere Bilder |
| 10251200180002 | (Karte) | Ådals-Liden 18:2      | Ådals-Liden 18:2 (Kapelle / L1935:6032) Ruine der alten Kirche von Ådals-Liden (auch als schwedisch „Ådals-Lidens gamla kyrka“ bezeichnet) auf dem ehemaligen Friedhof, siehe Ådals-Liden 18:1 (L1935:5865). Die rechteckigen (13 x 8 m) Mauern (bis zu 2 m dick) der ursprünglichen gemauerten Kirche aus dem 13. Jh. wurden rekonstruiert und bis zu einer Höhe von 0,9 m wiederaufgebaut. Diese Kirche ward um 1600 durch Brand zerstört und 1646 durch eine Holzkirche ersetzt wurden, deren Holz 1824 versteigert und abgerissen wurde. Heute weist ein Schild auf die Kirchengeschichte hin und eine Holzkreuz auf den Standort des Altars. | Weitere Bilder |
| 10251201930001 | (Karte) | Ådals-Liden 193:1     | Ådals-Liden 193:1 (Petroglyphe / L1935:5803) Die Felsritzungen von Nämforsen sind eine der größten bekannten Ansammlung von Felsritzungen in Europa. Auf einer Fläche von 500 x 240 m verteilt auf mehreren Steinen, Blöcken und den Gesteinsinseln Notön, Brådön und Laxön sowie dem angrenzenden Uferbereichen in den Stromschnellen unterhalb des Kraftwerk Nämforsen am Ångermanälven bei Näsåker wurden mehr als 2.000 farbige Felsritzungen entdeckt. Die Ältesten davon wurden auf eine Zeit um 4.500 v.Chr. datiert, unter dem Symbolen befinden sich viele Abbildungen von Elchen und anderen Tieren der nordischen Völker. Der Bereich der Felsritzungen ist über Holzstege zugänglich gemacht und nördlich der Stromschnellen an der Nipvägen 7 befindet sich das „Nämforsens Hällristningsmuseum“, welches die prähistorischen Phänomene der Felsritzungen erklärt. | Weitere Bilder |